# Гроснидесхајм
Гроснидесхајм (њем. Großniedesheim) општина је у њемачкој савезној држави Рајна-Палатинат. Једно је од 25 општинских средишта округа Рајна-Палатинат. Према процјени из 2010. у општини је живјело 1.389 становника. Посједује регионалну шифру (AGS) 7338009.

## Географски и демографски подаци
Гроснидесхајм се налази у савезној држави Рајна-Палатинат у округу Рајна-Палатинат. Општина се налази на надморској висини од 95–103 метра. Површина општине износи 3,8 km². У самом мјесту је, према процјени из 2010. године, живјело 1.389 становника. Просјечна густина становништва износи 367 становника/km².